# Chuck Rock II
Chuck Rock II: Son of Chuck — видеоигра в жанре платформер, разработанная компанией Core Design и изданная Virgin Games в 1993 году. Является продолжением платформера 1991 года «Chuck Rock».

## Обзор игры

Кадр из игры для версии Sega CD

Герой игры — сын древнего человека Чака по имени Джуниор (англ. Junior). Игра начинается с того, что Чака похищает неизвестный злодей. Теперь Джуниору нужно спасти своего отца.
Игра представляет собой двухмерный платформер с видом сбоку.
В игре представлено нескольких больших уровней, которые нередко разделяются на два-три более мелких; в конце больших уровней находятся боссы — особо сильные противники. Существуют также особые «бонусные» уровни, в которых нужно за отведённое время собрать все предметы или выиграть состязание с противниками.
Игровой процесс имеет сходства с предыдущей частью. Джуниор, вооружённый дубинкой, передвигается по уровням, уничтожает врагов, преодолевает препятствия и собирает полезные предметы. Ему противостоят разнообразные монстры и первобытные люди. Здоровье персонажа можно восстановить, собирая бутылки с молоком. В игре также присутствуют логические элементы (например, чтобы добраться до недоступной платформы или преодолеть опасный участок, нужно воспользоваться большим камнем).

## Оценки
Оценки игры критиками и игроками были в основном высокими. К примеру, игровые журналы GamePro и EGM поставили версии для Game Gear оценки 4,5 балла из 5 и 7 баллов из 10.